# Pedro M Cabral
Pedro M Cabral, né le 20 juin 1955 à Maputo au Mozambique, est un photographe portugais qui cherche à capter des images révélatrices des effets du Temps sur la vie et l’environnement, en particulier dans la région où il vit, Peniche, une ville de pêcheurs au centre de la ligne côtière ouest du Portugal.

## Biographie
Il quitte Maputo en 1966 et se fixe a Carcavelos, une petite ville proche de Lisbonne.  Il fréquente des cours d’éducation physique chez l´INEF (Institut National pour l'Éducation Physique), plus tard appelée Faculdade de Motricidade Humana (Faculté de Motricité Humaine), et deux cours de formation en techniques photographiques chez l’IPF (Institut Portugais de Photographie) . 
Une fois installé à Peniche, il travaille pendant quinze ans en tant que directeur du département pour les «affaires techniques et pédagogiques» d’une institution coopérative qui s´occupe de personnes handicapées, en particulier des enfants (CERCI Peniche).  Il est le fondateur d’une revue publiée par la confédération d’institutions similaires appelée FENACERCI (Fédération d’Organisations pour la Solidarité Sociale) dans laquelle il s’occupe de l’organisation graphique et où il publie beaucoup de ses photos et d’autres de différents collaborateurs,,. Il est  l’un des membres fondateurs de l’ALA (Association Locale des Artisans) installée dans la forteresse de Peniche, ancienne prison politique convertie en musée de la ville,,. Il ouvre à Peniche le Número Um, lieu où il organise des expositions des travaux d’artistes de la région et de sa propre production.
Son père, biologiste et directeur du Musée d'Histoire Naturelle du Maputo entre 2007 et 2011, collègue de l´écrivain Mia Couto et ami intime du peintre Malangatana, illustrait ses publications avec des dessins de plantes et d’animaux. C’est lui qui instillerait dans son fils le goût de l’art et de la photographie.

## Œuvre
Pedro Cabral s’engage dans la production photographique depuis 1976. Il est l’auteur d’un œuvre vaste et diversifiée. Il préfère prendre des photos de maisons de pêcheurs, de bateaux de pêche, d‘aspects spécifiques d’activités maritimes, illustrant les pratiques économiques dominantes du lieu où il habite, des rochers, en somme de tout ce qui fut créé par l’influence de la mer et à ce que l’érosion du Temps donna origine et forme. 
Il fait des registres photographiques  inspiré par les propos de l´ethnologie de sauvegarde mais, plus que ça, il questionne ce qu’il registre dévoilant la signification intime de la chose capturée. Étant figuratif, n’importe quel registre photographique est une projection du monde. Soumis à cette condition, Cabral essaye entretemps de transcender la simple représentation et de dévoiler ce qui résonne dans une autre dimension, contenant une signification différente. C’est là, dans cette dimension, que les mystères du temps qui hante l’œil du photographe seront révélés. La Photographie abstraite, art expérimentale issue de diverses inspirations, révèle des détails, normes, lignes, formes, couleurs. Elle «ne représente pas le sujet d’un mode littérale», elle «communique primairement à travers la forme, la couleur et les courbes et non à travers le détail de l’image,,,.         
Tel que ceux qui par la première fois ont pratiqué l’abstraction, que, «tel qu’on le dit, fut une réaction contre la Seconde Guerre Mondiale», taisant les douleurs causées par la guerre coloniale portugaise, qu’il a subies à sa façon, Pedro Cabral improvise faisant face aux blessures qu’il découvre dans la matière des choses dramatiquement atteintes par les effets du temps. Il réagit avec une impulsion dicté par ses yeux, les siens et non ceux d’un autre : « These artists valued spontaneity and improvisation, and they accorded the highest importance to process » (« Ces artistes valorisaient la spontanéité et l’improvisation et ils attribuaient la plus grande importance au procédé »).  Par exemple, il capture les traces rouges de quelqu’un qui a nettoyé son pinceau sur les planches macérées d’un bateau mort en tant qu’il peint un bateau tout neuf. Pourquoi fat-il ça? Parce que le bateau est mort luttant pour la vie, parce que quelqu’un l’a fait mourir sans gloire, parce que la tradition, qui a donné de manger à beaucoup de gens, ne donne plus rien à personne. Ainsi la peine devient une sorte de dénonce, dont la ambigüe figuration vous pose des questions dans une explosion de couleurs et formes.

## Source
- (en) Cet article est partiellement ou en totalité issu de l’article de Wikipédia en anglais intitulé « Pedro Cabral (photographer) » (voir la liste des auteurs).